# 贝奥尔莱吉
贝奥尔莱吉（法語：Béhorléguy，法語發音：[beɔʁleɡi]）是法国大西洋比利牛斯省的一个市镇，属于巴约讷区。

## 地理
贝奥尔莱吉（43°7'43"N, 1°7'7"W）面积20.58 平方千米，位于法国新阿基坦大区大西洋比利牛斯省，该省份为法国东南部省份，涵盖了贝阿恩与北巴斯克，西临大西洋比斯開灣，北至朗德省，东北接热尔省，东临上比利牛斯省，南与西班牙接壤。
与贝奥尔莱吉接壤的市镇（或旧市镇、城区）包括：阿尔赛-阿尔萨贝埃蒂-叙纳雷特、欧叙吕克、奥斯塔、莱昆贝里、芒迪沃、圣瑞斯特-伊巴尔。
贝奥尔莱吉的时区为UTC+01:00、UTC+02:00（夏令时）。

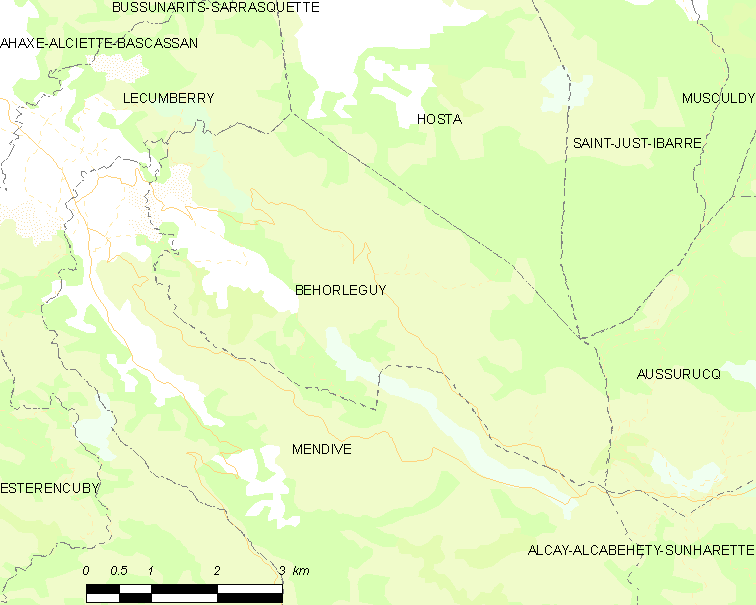
贝奥尔莱吉的OSM定位图

## 行政
贝奥尔莱吉的邮政编码为64220，INSEE市镇编码为64107。

## 政治
贝奥尔莱吉所属的省级选区为巴斯克山地县。

## 人口

1962-2008年间贝奥尔莱吉人口变化图示

贝奥尔莱吉于2022年1月1日时的人口数量为69人。